# Едвин Пулейбланк
Едвин Джордж „Tед“ Пулейбланк (7 август 1922 г. – 13 април 2013) е канадски синолог и почетен професор в Университет на Британска Колумбия. Известен е с изследванията си в областта на историческата фонология на китайския език.

## Живот и кариера
Едвин Пулейбланк е роден на 7 август 1922 година в Калгари, Алберта, Канада. Баща му, Уилям Джордж Едвин Пулейбланк, е учител по математика и училищен директор, майка му, Рут Пулейбланк също е учител. Пулейбланк е запален ученик с ярък интелект и отлична памет за данни, научава сам древногръцки език, докато е в гимназията. През 1939 г. спечелва държавна стипендия и се записва в Университета на Алберта със специалност класическа филология, а в свободното си време дава уроци по математика и физика на състудентите си.
Пулейбланк завършва през 1942 г. в разгара на Втората световна война. Забелязвайки способностите му както по математика, така и по чужди езици, един от неговите професори му предлага да работи по секретен военен проект, предложение, което той приема. Пулейбланк е изпратен в Англия, за да работи по проектите за криптоанализ в Блечли Парк, където остава в продължение на три години и се научава да чете японски. Завръща се в Канада през 1946 г. и за кратко работи за канадския Национален съвет за научни изследвания. Започва да учи китайски език в университета на Карлтън.
През 1946 г. Пулейбланк получава стипендия от китайското правителство да учи китайски език във факултета по Африканистика и Ориенталистика на Лондонския университет, където остава в продължение на две години. През 1948 г. Пулейбланк става преподавател по класически китайски език в Лондонския университет. По-късно той си спомня, че знанията му по японски език по това време все още са по-добри, отколкото по китайски език. Води курсове, докато прави докторантура под ръководството на германския синолог Валтер Симон. През 1951 г. защитава докторска дисертация на тема „История и живот на Ан Лушан“.
Пулейбланк прекарва една година в изследвания в библиотеките в Токио и Киото, Япония, и също така допълнително изучава китайски език в Кеймбриджкия университет, където получава магистърска степен през 1953 г. През 1953 г., само на 31 години, Пулейбланк получава позицията на председател на борда по китайски изследвания в Кеймбридж, който той заема в продължение на 13 години. Пулейбланк и жена му искат да се върнат в Северна Америка, и така през 1966 г. той напуска Кеймбридж, за да стане част от факултета по азиатски изследвания в Университета на Британска Колумбия, където остава до пенсионирането си през 1987 г.

## Избрани работи
- The Background of the Rebellion of An Lu-shan, London, UK: Oxford University Press. 1955.
- Chinese History and World History: An inaugural lecture, Cambridge, UK: Cambridge University Press. 1955.
- Historians of China and Japan, Edited with W.G. Beasley. London, UK: Oxford University Press, 1961.[7]
- „The Consonantal System of Old Chinese“, Asia Major 9 (1962): 1962/1962-58.PDF 58–144, 1962/1962-206.pdf 206–265 Архив на оригинала от 2019-12-17 в Wayback Machine..
- „Late Middle Chinese, Part I“ Архив на оригинала от 2016-03-04 в Wayback Machine., Asia Major 15 (1970): 197–239.
- „Late Middle Chinese, Part II“ Архив на оригинала от 2021-12-18 в Wayback Machine., Asia Major 16 (1971): 121–166.
- Pulleyblank, Edwin G. 1981. „Han China in Central Asia.“ The International Historical Review 3.2:278-286. (Also in Pulleyblank 2002, §XI).
- Pulleyblank, Edwin G. (1983a). „The Chinese and their neighbors in prehistoric and early historic times.“ The origins of Chinese civilization, ed. David N. Keightley, 411–466. Berkeley: University of California Press.
- Pulleyblank, Edwin G. (1983b). „Stages in the transcription of Indian words in Chinese from Han to Tang.“ Sprachen des Buddhismus in Zentralasien, ed. Klaus Rohrborn & Wolfgang Veenker, 73-102. Wiesbaden: Otto Harrassowitz.
- Middle Chinese: A Study in Historical Phonology, Vancouver, Canada: UBC Press. 1984. ISBN 978-0-7748-0192-8.
- Studies in Language Origins. Vol. I., ed by Jan Wind, Edwin G. Pulleyblank, Eric de Grolier and Bernard H. Bichakjian, Amsterdam and Philadelphia, PA: Benjamins, 1989. ISBN 978-1-55619-065-0.
- Pulleyblank, Edwin G. (1990). „The name of the Kirghiz.“ Central Asiatic Journal 34.1-2: 98-08. (Also in Pulleyblank 2002, §VIII).
- A Lexicon of Reconstructed Pronunciation in Early Middle Chinese, Late Middle Chinese and Early Mandarin, Vancouver, Canada: UBC Press. 1991. ISBN 978-0-7748-0366-3.
- A Chinese text in Central Asian Brahmi script: New evidence for the pronunciation of Late Middle Chinese and Khotanese, With R. E. Emmerick. Rome: Istituto Italiano per il Medio ed Estremo Oriente. 1993.
- Outline of Classical Chinese Grammar, Vancouver, Canada: UBC Press. 1995. ISBN 978-0-7748-0541-4.
- „The Roman Empire as known to Han China.“ A review article on The Roman Empire in Chinese Sources. D. D. Leslie and K. H. J. Gardiner. Rome (1996). Review by Edwin G. Pulleyblank. JAOS 119.1 (1999), pp. 71–79. {{{name}}} архивиран в JSTOR
- „The Nomads in China and Central Asia in the Post-Han Period“, in: Hans Robert ROEMER (Hg.), History of the Turkic Peoples in the Pre-Islamic Period. Histoire des Peuples Turcs à l’Époque Pré-Islamique. (2000). Philologiae et Historiae Turcicae Fundamenta Tomus Primus. Berlin: Klaus Schwarz Verlag, S. pp. 76–94. (Philologiae Turcicae Fundamenta; III) ISBN 978-3-87997-283-8.
- Essays on Tang and pre-Tang China, Aldershot, UK, and Burlington, VT, USA: Ashgate. 2001. ISBN 978-0-86078-858-4.
- Central Asia and Non-Chinese Peoples of Ancient China. Aldershot, UK, and Burlington, VT, USA: Ashgate. 2002. ISBN 978-0-86078-859-1.